# Shut up!! Shut up!! Shut up!!
「Shut up!! Shut up!! Shut up!!」（シャット アップ!! シャット アップ!! シャット アップ!!）は、EXILE THE SECONDの4枚目のシングル。2016年8月24日にrhythm zoneから発売。

## 概要
2016年に本格始動したEXILE THE SECONDの、初の単独ツアー『WILD WILD WARRIORS』に向けた3カ月連続リリースとなるシングル3部作の第2弾。
「CD+DVD」、「CDのみ」、FC・モバイル限定で「ワンコインCD」の3形態での発売。CDには、表題曲を含む全2曲4バージョンを収録。DVDには、表題曲のミュージックビデオを収録。
表題曲「Shut up!! Shut up!! Shut up!!」のミュージックビデオには、EXILE AKIRA、THE RAMPAGE from EXILE TRIBEがダンサーとして参加。ディレクターは二宮“NINO”大輔。MTV VMAJ 2016で「最優秀邦楽グループビデオ賞」を受賞した。

## 収録曲

### CD
1. Shut up!! Shut up!! Shut up!![4:44]
作詞：TAKANORI(LL BROTHERS), ALLY / 作曲：T.Kura, JAY'ED / 編曲：T.Kura
2. Dirty Secret[3:08]
作詞：Masaya Wada / 作曲：Jason Housman, Chris Holyfield, Andrew John Holyfield, Ryuichi Lee Flores
3. Shut up!! Shut up!! Shut up!!（Instrumental）
4. Dirty Secret（Instrumental）

### DVD
1. Shut up!! Shut up!! Shut up!!（Music Video）

### ワンコインCD
1. Shut up!! Shut up!! Shut up!!